# Капитан Фантастик
«Капитан Фантастик» (англ. Captain Fantastic) — американский кинофильм режиссёра Мэтта Росса, вышедший на экраны в 2016 году. Премьера состоялась на кинофестивале Сандэнс. Фильм был показан на Каннском кинофестивале 2016 года в рамках программы «Особый взгляд», где Росс получил премию за лучшую режиссуру. Вигго Мортенсен за главную роль в ленте был номинирован на целый ряд наиболее значимых кинопремий, включая «Оскар», «Золотой глобус», BAFTA и другие, а также получил премию «Спутник».

## Сюжет
Бен Кэш, его жена Лесли и их шестеро детей живут вдалеке от цивилизации в штате Вашингтон. Разочаровавшись в капитализме, они решили воспитывать своих детей сами, обучая их навыкам выживания, языкам и наукам. Лесли госпитализируют с биполярным расстройством, и в итоге она кончает жизнь самоубийством. Бен узнает об этом от своей сестры, также он узнаёт о том, что отец Лесли — Джек хочет похоронить её, несмотря на то, что она завещала себя кремировать, поскольку следовала буддистской философии. Поначалу Бен не хочет ехать на похороны, но затем все-таки решает отправиться туда с детьми. На автобусе, переделанном под дом на колёсах, они отправляются в большой мир.
Сперва они заезжают в гости к Харпер — сестре Бена. Родственники не одобряют решение Бена не отдавать детей в школу, несмотря на более качественную их подготовку по сравнению со школьниками, пребывают в шоке от его прямоты — он легко рассказывает детям о реальной причине смерти матери; и не менее шокированы его либеральностью — он без стеснения рассказывает детям о сексе и деторождении, разрешает им носить любую одежду или не носить никакой, даёт попробовать на вкус вино, позволяет самостоятельно формировать свои политические и религиозные взгляды и т.п.
Дедушка Джек возмущен методами воспитания Бена — он тренирует детей с использованием настоящего холодного оружия и в реальных условиях, отчего обычным делом у них являются синяки и царапины. Дети подготовлены к жизни в дикой природе и не приучены к жизни в цивилизованных условиях — только приёмам  выживания и адаптации среди других людей. Воспитанные отцом и матерью — убежденными анархистами, они не признают капитализм, частную собственность, не понимают современных развлечений, шопинга, ругают власть корпораций, современную медицину, фармацевтику, религиозную толерантность, особенно к христианам, не признают «искусственную» еду, хотя не отказываются от неё в сложных ситуациях, никогда не держат секретов друг от друга и не стесняются поспорить на почве убеждений даже с отцом. Это всё не мешает им разыгрывать из себя семью евангелистов, чтобы избежать внимания полиции, рассказывать новым знакомым небылицы о своей жизни в разных странах или секретной службе родителей, чтобы сохранить втайне свою «необычную» жизнь, или «спасать еду» — вынося её из магазина без оплаты, не считая содеянное кражей.
Бен и дети приходят на похороны в ярких костюмах, и Бен, взяв слово, заявляет о последней воле жены — кремировать её после смерти и устроить по этому случаю праздник с песнями и танцами, а прах смыть в унитаз. Это возмущает присутствовавших, и его выводят из церкви. Вечером он пьёт в одиночку вино и думает о правильности выбранного пути.
Дети любят своего отца, однако даже идеально сформулированная модель воспитания даёт сбой. Бодаван, старший сын, признаётся отцу, что он вместе с матерью тайком подавал заявки на поступление в университеты и был принят почти во все. Учёба ему ни к чему: он знает шесть языков и основы всех наук, но ничего не знает о реальной жизни, об общении с девушками и о том, как быть взрослым и самостоятельным. Реллиан — средний сын, больше всех любивший мать, сначала протестует против празднования дня рождения Ноама Хомского — праздника, который им заменял Рождество и мог проводиться в любой день в году по желанию, а затем в день похорон сбегает к деду и жалуется ему на то, что получил сильный ушиб руки на тренировке по скалолазанию, а отец не оказал ему первой помощи. Дед оставляет его жить у себя и угрожает отцу, что сдаст его в полицию за жестокое обращение с детьми, если он будет продолжать.
Дети считают, что Реллиан похищен дедом, и Веспир, старшая дочь, вызывается вытащить его из комнаты на втором этаже. Она срывается с края крыши, падает на стоящий у гаража автомобиль, а затем на землю, сломав при этом шею и ногу, а также разбудив всех соседей. Бен окончательно признаёт, что выбранное им вместе с покойной женой поведение было ошибочно, оставляет детей у деда и уезжает. Остановившись на кемпинге, он сбривает свою бороду и к великому удивлению встречает своих детей, которые перед отъездом спрятались в багажном отделении их семейного автобуса и тайком уехали с отцом. Вместе они принимают решение выкопать гроб с телом матери и исполнить её последнюю волю. Им удаётся выкопать гроб и восстановить могилу так, чтобы никто не заметил кражи. Они привозят мать на берег моря, где сооружают для неё погребальный костер и под любимую музыку мамы зажигают его. Затем они едут в аэропорт, чтобы проводить Бодавана, улетающего в Намибию на волонтёрскую работу, и заодно смывают там в туалете мамин прах согласно её воле. После проводов Бодавана Бен с остальными детьми поселяются на ферме, где они разводят в своём автобусе кур, а дети начинают ходить в школу.

## В ролях
| Актёр            | Роль    |
| ---------------- | ------- |
| Вигго Мортенсен  | Бен Кэш |
| Джордж МакКей    | Бодеван |
| Аннализа Бассо   | Веспир  |
| Саманта Ислер    | Килир   |
| Николас Хэмилтон | Реллиан |
| Шри Крукс        | Зайя    |
| Чарли Шотуэлл    | Най     |
| Трин Миллер      | Лесли   |
| Кэтрин Хан       | Харпер  |
| Стив Зан         | Дэйв    |
| Фрэнк Ланджелла  | Джек    |
| Энн Дауд         | Эбигейл |
| Мисси Пайл       | Эллен   |
| Эрин Мориарти    | Клэр    |

## Критика
Фильм получил преимущественно положительные оценки кинокритиков. На сайте Rotten Tomatoes фильм имеет рейтинг 82 % на основе 210 рецензий критиков, со средней оценкой 7 из 10. На сайте Metacritic фильм получил оценку 72 из 100 на основе 36 рецензий, что соответствует статусу «в целом положительные отзывы».

## Награды и номинации
- 2016 — приз программы «Особый взгляд» Каннского кинофестиваля за лучшую режиссуру (Мэтт Росс).
- 2016 — приз за лучший фильм Сиэтлского кинофестиваля (Мэтт Росс).
- 2016 — призы зрительских симпатий кинофестиваля в Карловых Варах и Римского кинофестиваля (Мэтт Росс).
- 2016 — попадание в десятку лучших независимых фильмов года по версии Национального совета кинокритиков США.
- 2017 — премия «Спутник» за лучшую мужскую роль (Вигго Мортенсен), а также 3 номинации: лучший фильм, лучший оригинальный сценарий (Мэтт Росс), лучшие костюмы (Кортни Хоффман).
- 2017 — номинация на премию «Оскар» за лучшую мужскую роль (Вигго Мортенсен).
- 2017 — номинация на премию «Золотой глобус» за лучшую мужскую роль — драма (Вигго Мортенсен).
- 2017 — номинация на премию BAFTA за лучшую мужскую роль (Вигго Мортенсен).
- 2017 — две номинации на премию Гильдии киноактёров США за лучшую мужскую роль (Вигго Мортенсен) и за лучший актёрский состав.
- 2017 — номинация на премию «Бодиль» за лучший американский фильм (Мэтт Росс).
- 2017 — номинация на премию «Независимый дух» за лучшую мужскую роль (Вигго Мортенсен).
- 2017 — три номинации на премию «Молодой актёр»: лучшая актриса подросткового возраста (Саманта Ислер), лучшая актриса подросткового возраста второго плана (Аннализа Бассо), лучший актёр подросткового возраста второго плана (Николас Хэмилтон).